# Neige Dias
Pour les articles homonymes, voir Dias.
Neige Dias (née le 5 décembre 1966) est une joueuse de tennis brésilienne, professionnelle dans les années 1980. 
En 1989, elle a joué le 3e tour à Roland Garros (battue par Mary Joe Fernández), sa meilleure performance en simple dans une épreuve du Grand Chelem.
Au cours de sa carrière, elle a remporté trois tournois WTA, dont deux en simple.

## Palmarès

### Titres en simple dames
| No | Date       | Nom et lieu du tournoi                          | Catégorie | Dotation | Surface      | Finaliste     | Score         |          |
| -- | ---------- | ----------------------------------------------- | --------- | -------- | ------------ | ------------- | ------------- | -------- |
| 1  | 07/12/1987 | Brazilian Open, Guarujá                         |           | 50 000 $ | Dur (ext.)   | Pat Medrado   | 6-0, 6-7, 6-4 | Parcours |
| 2  | 25/04/1988 | International Championships of Spain, Barcelone | Tier V    | 50 000 $ | Terre (ext.) | Bettina Fulco | 6-3, 6-3      | Parcours |

### Finale en simple dames
Aucune

### Titre en double dames
| No | Date       | Nom et lieu du tournoi   | Catégorie | Dotation | Surface      | Partenaire  | Finalistes               | Score         |          |
| -- | ---------- | ------------------------ | --------- | -------- | ------------ | ----------- | ------------------------ | ------------- | -------- |
| 1  | 08/12/1986 | Brazilian Open São Paulo |           | 50 000 $ | Terre (ext.) | Pat Medrado | Laura Arraya Petra Huber | 4-6, 6-4, 7-6 | Parcours |

### Finale en double dames
| No | Date       | Nom et lieu du tournoi | Catégorie | Dotation | Surface      | Vainqueures                    | Partenaire    | Score    |          |
| -- | ---------- | ---------------------- | --------- | -------- | ------------ | ------------------------------ | ------------- | -------- | -------- |
| 1  | 18/03/1985 | Brazil São Paulo       |           | 50 000 $ | Terre (ext.) | Gabriela Sabatini Mercedes Paz | Csilla Bartos | 7-5, 6-4 | Parcours |

## Parcours en Grand Chelem

### En simple dames
| Année | Open d'Australie (janvier) | Open d'Australie (janvier) | Internationaux de France | Internationaux de France | Wimbledon       | Wimbledon               | US Open         | US Open              | Open d'Australie (décembre) | Open d'Australie (décembre) |
| ----- | -------------------------- | -------------------------- | ------------------------ | ------------------------ | --------------- | ----------------------- | --------------- | -------------------- | --------------------------- | --------------------------- |
| 1985  | n/a                        | n/a                        | 1er tour (1/64)          | Bonnie Gadusek           | 1er tour (1/64) | Dianne Balestrat        | 1er tour (1/64) | Claudia Kohde-Kilsch | -                           | -                           |
| 1986  | n/a                        | n/a                        | 2e tour (1/32)           | Regina Maršíková         | 2e tour (1/32)  | Marie-Christine Calleja | 1er tour (1/64) | Peanut Louie         | n/a                         | n/a                         |
| 1987  | -                          | -                          | 1er tour (1/64)          | Sylvia Hanika            | 1er tour (1/64) | Elizabeth Smylie        | 2e tour (1/32)  | Chris Evert          | n/a                         | n/a                         |
| 1988  | -                          | -                          | 1er tour (1/64)          | Iva Budařová             | -               | -                       | 1er tour (1/64) | Manuela Maleeva      | n/a                         | n/a                         |
| 1989  | -                          | -                          | 3e tour (1/16)           | Mary Joe Fernández       | -               | -                       | -               | -                    | n/a                         | n/a                         |

À droite du résultat, l’ultime adversaire.

### En double dames
| Année | Open d'Australie (janvier) | Open d'Australie (janvier) | Internationaux de France      | Internationaux de France  | Wimbledon                  | Wimbledon                | US Open                     | US Open                 | Open d'Australie (décembre) | Open d'Australie (décembre) |
| ----- | -------------------------- | -------------------------- | ----------------------------- | ------------------------- | -------------------------- | ------------------------ | --------------------------- | ----------------------- | --------------------------- | --------------------------- |
| 1985  | n/a                        | n/a                        | 1er tour (1/32) Kanellopoúlou | H. Mandlíková Anne Smith  | 2e tour (1/16) Pat Medrado | Bettina Bunge Eva Pfaff  | 1er tour (1/32) S. Cecchini | C. Lindqvist J. Russell | -                           | -                           |
| 1986  | n/a                        | n/a                        | 2e tour (1/16) Pat Medrado    | S. Cherneva L. Savchenko  | 2e tour (1/16) Pat Medrado | Navrátilová Pam Shriver  | 2e tour (1/16) Pat Medrado  | C. Reynolds Anne Smith  | n/a                         | n/a                         |
| 1987  | -                          | -                          | 1er tour (1/32) Pat Medrado   | K. Schimper Masako Yanagi | 3e tour (1/8) P. Tarabini  | Elise Burgin R. Fairbank | 2e tour (1/16) A. Villagrán | Navrátilová Pam Shriver | n/a                         | n/a                         |
| 1988  | -                          | -                          | 1er tour (1/32) P. Tarabini   | C. Benjamin Hu Na         | -                          | -                        | 2e tour (1/16) J. Wiesner   | Steffi Graf G. Sabatini | n/a                         | n/a                         |
| 1989  | -                          | -                          | 1er tour (1/32) Nanne Dahlman | B. Schultz A. Temesvári   | -                          | -                        | -                           | -                       | n/a                         | n/a                         |

Sous le résultat, la partenaire ; à droite, l’ultime équipe adverse.

### En double mixte
| Année | Open d'Australie (janvier), | Open d'Australie (janvier), | Internationaux de France     | Internationaux de France  | Wimbledon                  | Wimbledon                  | US Open | US Open | Open d'Australie (décembre), | Open d'Australie (décembre), |
| ----- | --------------------------- | --------------------------- | ---------------------------- | ------------------------- | -------------------------- | -------------------------- | ------- | ------- | ---------------------------- | ---------------------------- |
| 1985  | n/a                         | n/a                         | 2e tour (1/16) M. Hocevar    | Anne Minter Laurie Warder | 1er tour (1/32) M. Hocevar | Rosie Casals Marty Riessen | -       | -       | n/a                          | n/a                          |
| 1986  | n/a                         | n/a                         | 1er tour (1/32) Ivan Kley    | J. Goodling J. Sánchez    | -                          | -                          | -       | -       | n/a                          | n/a                          |
| 1987  | -                           | -                           | 1er tour (1/32) Ivan Kley    | M. Werdel Chip Hooper     | -                          | -                          | -       | -       | n/a                          | n/a                          |
| 1988  | -                           | -                           | 1er tour (1/32) Cássio Motta | Peanut Louie R. Reneberg  | -                          | -                          | -       | -       | n/a                          | n/a                          |
| 1989  | -                           | -                           | 1er tour (1/32) Cássio Motta | Sophie Amiach A. Boetsch  | -                          | -                          | -       | -       | n/a                          | n/a                          |

Sous le résultat, le partenaire ; à droite, l’ultime équipe adverse.

## Parcours en Coupe de la Fédération
| #                                                                       | Date       | Lieu      | Surface                           | Gagnante(s)               | Perdante(s)                 | Score         |          |
|                                                                         |            |           |                                   |                           |                             |               |          |
| 1985 - 1er tour (groupe mondial) - Brésil - Chine - 1 : 2               |            |           |                                   |                           |                             |               |          |
| 1                                                                       | 08/10/1985 | Nagoya    | Dur (ext.)                        | Li Xin-Yi                 | Neige Dias                  | 6-4, 7-63     | Parcours |
|                                                                         |            |           |                                   |                           |                             |               |          |
| 1986 - 1er tour (groupe mondial) - Brésil - Roumanie - 2 : 1            |            |           |                                   |                           |                             |               |          |
| 2                                                                       | 22/07/1986 | Prague    | Terre (ext.)                      | Neige Dias                | Teodora Tache               | 7-63, 6-3     | Parcours |
| 2                                                                       | 22/07/1986 | Prague    | Terre (ext.)                      | Neige Dias Pat Medrado    | Daniela Moise Teodora Tache | 6-2, 4-6, 6-1 | Parcours |
|                                                                         |            |           |                                   |                           |                             |               |          |
| 1986 - 2e tour (groupe mondial) - Allemagne de l'Ouest - Brésil - 2 : 1 |            |           |                                   |                           |                             |               |          |
| 3                                                                       | 22/07/1986 | Prague    | Terre (ext.)                      | Neige Dias                | Claudia Kohde-Kilsch        | 6-2, 6-4      | Parcours |
| 3                                                                       | 22/07/1986 | Prague    | Terre (ext.)                      | Bettina Bunge Steffi Graf | Neige Dias Pat Medrado      | 6-2, 6-1      | Parcours |
|                                                                         |            |           |                                   |                           |                             |               |          |
| 1987 - 1er tour (groupe mondial) - Brésil - Nouvelle-Zélande - 1 : 2    |            |           |                                   |                           |                             |               |          |
| 4                                                                       | 28/07/1987 | Vancouver |                                   | Belinda Cordwell          | Neige Dias                  | 6-1, 6-3      | Parcours |
| 4                                                                       | 28/07/1987 | Vancouver | Belinda Cordwell Julie Richardson | Neige Dias Pat Medrado    | 4-6, 7-5, 6-3               |               | Parcours |
|                                                                         |            |           |                                   |                           |                             |               |          |
| 1988 - 1er tour (groupe mondial) - Brésil - Tchécoslovaquie - 0 : 3     |            |           |                                   |                           |                             |               |          |
| 5                                                                       | 05/12/1988 | Melbourne |                                   | Helena Suková             | Neige Dias                  | 6-1, 6-3      | Parcours |
| 5                                                                       | 05/12/1988 | Melbourne | Jana Novotná Jana Pospíšilová     | Neige Dias Luciana Tella  | 6-3, 6-2                    |               | Parcours |

## Classements WTA en fin de saison

### En simple
| Année | 1986 | 1987 | 1988 | 1989 |
| Rang  | 71   | 81   | 31   | 97   |

Source : (en) « Classements de Neige Dias », sur le site officiel du WTA Tour

### En double
| Année | 1986 | 1987 | 1988 | 1989 |
| Rang  | 101  | 107  | 93   | 159  |

Source : (en) « Classements de Neige Dias », sur le site officiel du WTA Tour